# آرون رايدر
آرون رايدر (بالإنجليزية: Aaron Ryder)‏ هو منتج أفلام أمريكي.

## مسيرته الشخصية
في وقت مبكر من حياته المهنية، كان منتجًا تنفيذيًا لفيلم تذكار من إخراج كريستوفر نولان وفيلم دوني داركو للمخرج ريتشارد كيلي، كما أنتج فيلم نولان العظمة. خلال الفترة التي قضاها في شركة فيلم نيشن، أنتج فيلم ماد، وبيت في نهاية الشارع، والمؤسس، وبقايا امرأة، وخريطة الأشياء الصغيرة المثالية. في عام 2016، أنتج رايدر فيلم الوافد للمخرج دينيس فيلنوف، والذي أكسبه جائزة الأوسكار لأفضل فيلم مع شون ليفي، ودان ليفين، وديفيد ليند.